# Barry (Texas)
Barry é uma cidade localizada no estado norte-americano de Texas, no Condado de Navarro.

## Demografia
Segundo o censo norte-americano de 2000, a sua população era de 209 habitantes. 
Em 2006, foi estimada uma população de 228, um aumento de 19 (9.1%).

## Geografia
De acordo com o United States Census Bureau tem uma área de 
1,2 km², dos quais 1,2 km² cobertos por terra e 0,0 km² cobertos por água.

## Localidades na vizinhança
O diagrama seguinte representa as localidades num raio de 16 km ao redor de Barry. 